# Sogndal Fotball 2016
Questa voce raccoglie le informazioni riguardanti il Sogndal Fotball nelle competizioni ufficiali della stagione 2016.

## Stagione
A seguito della promozione conseguita nel campionato 2015, il Sogndal ha fatto ritorno in Eliteserien. L'11 dicembre 2015 è stato ufficializzato il calendario per il campionato 2016, con il Sogndal che avrebbe cominciato la stagione nel fine settimana dell'11-13 marzo 2016, andando a far visita al Bodø/Glimt all'Aspmyra Stadion.
Il 1º aprile è stato sorteggiato il primo turno del Norgesmesterskapet 2016: il Sogndal avrebbe così fatto visita al Valdres. Al secondo turno, la squadra è stata sorteggiata contro il Førde. Al turno successivo, il Sogndal avrebbe fatto visita al Nest-Sotra. In questa sfida, la squadra è stata sconfitta per 1-0 ed ha salutato così la competizione.
Il Sogndal ha chiuso il campionato all'11º posto.

## Maglie e sponsor
Lo sponsor tecnico per la stagione 2016 è stato Umbro, mentre lo sponsor ufficiale è stato Sparebanken Vest. La divisa casalinga fu composta da una maglietta bianca con inserti neri, pantaloncini e calzettoni neri. Quella da trasferta era invece completamente nera, con inserti bianchi.
| Casa | Trasferta |

## Rosa
| N. |                      | Ruolo | Calciatore             |
| -- | -------------------- | ----- | ---------------------- |
| 1  | Norvegia (bandiera)  | P     | Mathias Dyngeland      |
| 2  | Estonia (bandiera)   | D     | Taijo Teniste          |
| 3  | Norvegia (bandiera)  | D     | Bjørn Inge Utvik       |
| 4  | Finlandia (bandiera) | D     | Hannu Patronen         |
| 5  | Norvegia (bandiera)  | D     | Victor Grodås          |
| 6  | Norvegia (bandiera)  | C     | Henrik Furebotn        |
| 7  | Norvegia (bandiera)  | C     | Rune Bolseth           |
| 8  | Norvegia (bandiera)  | A     | Fredrik Flo            |
| 10 | Ghana (bandiera)     | A     | Gilbert Koomson        |
| 11 | Norvegia (bandiera)  | A     | Martin Ramsland        |
| 15 | Finlandia (bandiera) | D     | Jukka Raitala          |
| 16 | Norvegia (bandiera)  | C     | Vegard Leikvoll Moberg |
| 16 | Senegal (bandiera)   | C     | Babacar Sarr           |
| 17 | Francia (bandiera)   | D     | Christophe Psyché      |
| 18 | Ghana (bandiera)     | A     | Mahatma Otoo           |

| N. |                      | Ruolo | Calciatore               |
| -- | -------------------- | ----- | ------------------------ |
| 19 | Norvegia (bandiera)  | C     | Ole Amund Sveen          |
| 20 | Norvegia (bandiera)  | A     | Kristian Opseth          |
| 21 | Norvegia (bandiera)  | P     | Kristian Rutlin          |
| 22 | Norvegia (bandiera)  | C     | Lars Christian Kjemhus   |
| 23 | Norvegia (bandiera)  | C     | Edin Øy                  |
| 24 | Norvegia (bandiera)  | D     | Eirik Skaasheim          |
| 25 | Norvegia (bandiera)  | C     | Ruben Holsæter           |
| 26 | Danimarca (bandiera) | D     | Magnus Pedersen          |
| 27 | Norvegia (bandiera)  | C     | Eirik Birkelund          |
| 28 | Norvegia (bandiera)  | C     | Johan Hove               |
| 28 | Norvegia (bandiera)  | D     | Joar Tryti               |
| 29 | Norvegia (bandiera)  | P     | Stefan Hagerup           |
| 33 | Norvegia (bandiera)  | C     | Henrik Solvoll Navarsete |
| 34 | Norvegia (bandiera)  | C     | Simen Brekkhus           |
| –– | Norvegia (bandiera)  | C     | Kristoffer Ryland        |

## Calciomercato

### Sessione invernale(dal 01/01 al 31/03)
| Arrivi | Arrivi          | Arrivi   | Arrivi     |
| R.     | Nome            | da       | Modalità   |
| ------ | --------------- | -------- | ---------- |
| D      | Magnus Pedersen | Odense   | prestito   |
| D      | Jukka Raitala   | Aalborg  | definitivo |
| C      | Eirik Birkelund |          | svincolato |
| C      | Ole Amund Sveen | Hødd     | definitivo |
| A      | Gilbert Koomson |          | svincolato |
| A      | Martin Ramsland | Strømmen | definitivo |

| Partenze | Partenze            | Partenze | Partenze   |
| R.       | Nome                | a        | Modalità   |
| -------- | ------------------- | -------- | ---------- |
| D        | Sindre Austevoll    | Åsane    | definitivo |
| D        | Eirik Skaasheim     | Hødd     | prestito   |
| C        | Peter Aase          | Åsane    | prestito   |
| C        | Thomas Drage        |          | svincolato |
| C        | Kristoffer Ryland   | Florø    | prestito   |
| C        | Petter Strand       | Molde    | definitivo |
| A        | Osita Henry Chikere |          | svincolato |

### Tra le due sessioni
| Arrivi | Arrivi          | Arrivi          | Arrivi        |
| R.     | Nome            | da              | Modalità      |
| ------ | --------------- | --------------- | ------------- |
| P      | Stefan Hagerup  | Ullensaker/Kisa | fine prestito |
| D      | Magnus Pedersen |                 | svincolato    |

| Partenze         | Partenze        | Partenze        | Partenze      |
| R.               | Nome            | a               | Modalità      |
| ---------------- | --------------- | --------------- | ------------- |
| P                | Stefan Hagerup  | Ullensaker/Kisa | prestito      |
| Altre operazioni |                 |                 |               |
| R.               | Nome            | da              | Modalità      |
| D                | Magnus Pedersen | Odense          | fine prestito |

### Sessione estiva(dal 21/07 al 17/08)
| Arrivi           | Arrivi                 | Arrivi     | Arrivi        |
| R.               | Nome                   | da         | Modalità      |
| ---------------- | ---------------------- | ---------- | ------------- |
| D                | Eirik Skaasheim        | Hødd       | fine prestito |
| C                | Henrik Furebotn        | Bodø/Glimt | definitivo    |
| C                | Vegard Leikvoll Moberg | Åsane      | definitivo    |
| Altre operazioni |                        |            |               |
| R.               | Nome                   | da         | Modalità      |
| C                | Peter Aase             | Åsane      | fine prestito |

| Partenze | Partenze       | Partenze        | Partenze   |
| R.       | Nome           | a               | Modalità   |
| -------- | -------------- | --------------- | ---------- |
| D        | Victor Grodås  | Kristiansund BK | prestito   |
| D        | Joar Tryti     | Førde           | definitivo |
| C        | Peter Aase     | Florø           | prestito   |
| C        | Simen Brekkhus | Florø           | prestito   |
| C        | Babacar Sarr   | Molde           | definitivo |
| A        | Fredrik Flo    | Fana            | prestito   |

## Risultati

### Eliteserien

#### Girone di andata
| Arbitro: | Hafsås (Trondheim) |

|                           |           |  |
| Jonassen 42’ Jevtović 86’ | Marcatori |  |

| Arbitro: | Steen (Bergen) |

|              |           |  |
| Ramsland 12’ | Marcatori |  |

| Sarpsborg 3 aprile 2016, ore 18:00 3ª giornata | Sarpsborg 08      | 0 – 0 referto | Sogndal | Sarpsborg Stadion (3.308 spett.)\| Arbitro: \| Edvartsen (Hamar) \| |
| Arbitro:                                       | Edvartsen (Hamar) |               |         |                                                                     |

| Arbitro: | Hansen (Feda) |

|          |           |  |
| Otoo 33’ | Marcatori |  |

| Arbitro: | Eskås (Oslo) |

|                   |           |           |
| Pedersen 63’, 70’ | Marcatori | 47’ Utvik |

| Arbitro: | Lundby (Bøverbru) |

|  |           |                      |
|  | Marcatori | 53’ (rig.) Samuelsen |

| Arbitro: | Døvle (Larvik) |

|                       |           |  |
| Acosta 24’ Haugen 51’ | Marcatori |  |

| Arbitro: | Hagen (Grue) |

|         |           |               |
| Sarr 9’ | Marcatori | 72’ Konradsen |

| Arbitro: | Hobber Nilsen (Oslo) |

|               |           |                                                         |
| Abdellaoue 1’ | Marcatori | 13’ Sveen 51’ (aut.) Kirkeskov 64’ Ramsland 66’ Koomson |

| Sogndal 12 maggio 2016, ore 18:00 10ª giornata | Sogndal          | 0 – 0 referto | Tromsø | Fosshaugane Campus (2.639 spett.)\| Arbitro: \| Moen (Haugesund) \| |
| Arbitro:                                       | Moen (Haugesund) |               |        |                                                                     |

| Stavanger 16 maggio 2016, ore 18:00 11ª giornata | Viking         | 0 – 0 referto | Sogndal | Viking Stadion (11.321 spett.)\| Arbitro: \| Kjensli (Oslo) \| |
| Arbitro:                                         | Kjensli (Oslo) |               |         |                                                                |

| Arbitro: | Steen (Bergen) |

|                 |           |                     |
| Psyché 10’, 53’ | Marcatori | 62’ DeJohn 81’ Hoff |

| Arbitro: | Hobber Nilsen (Oslo) |

|                     |           |                      |
| Sarr 49’ Opseth 53’ | Marcatori | 29’ Martin 39’ Jradi |

| Arbitro: | Hagen (Grue) |

|  |           |          |
|  | Marcatori | 73’ Otoo |

| Arbitro: | Hansen (Feda) |

|                                        |           |                           |
| Patronen 3’ Kjemhus 24’, 50’ Sveen 30’ | Marcatori | 21’ Toivio 88’, 90’ Singh |

#### Girone di ritorno
| Arbitro: | Johnsen (Tønsberg) |

|           |           |           |
| Zahid 17’ | Marcatori | 69’ Sveen |

| Arbitro: | Hafsås (Trondheim) |

|                      |           |                |
| Opseth 74’ Sveen 85’ | Marcatori | 19’, 61’ Olsen |

| Arbitro: | Hagen (Grue) |

|  |           |           |
|  | Marcatori | 55’ Sveen |

| Arbitro: | Eskås (Oslo) |

|          |           |                              |
| Otoo 90’ | Marcatori | 38’ Sverrisson 80’ Adegbenro |

| Arbitro: | Døvle (Larvik) |

|                                      |           |                     |
| Midtsjø 15’ Bakenga 37’ Svensson 40’ | Marcatori | 75’ (aut.) Svensson |

| Arbitro: | Hagenes (Marikollen) |

|              |           |             |
| Salvesen 89’ | Marcatori | 7’ Furebotn |

| Arbitro: | Steen (Bergen) |

|              |           |            |
| Ramsland 71’ | Marcatori | 78’ Meling |

| Arbitro: | Eskås (Oslo) |

|                                    |           |  |
| Wangberg 26’ Yttergård Jenssen 40’ | Marcatori |  |

| Arbitro: | Kjensli (Oslo) |

|                                    |           |  |
| Ramsland 15’ Sveen 74’ Koomson 83’ | Marcatori |  |

| Arbitro: | Edvartsen (Hamar) |

|            |           |                       |
| Mathew 69’ | Marcatori | 65’ Koomson 72’ Sveen |

| Sogndal 1º ottobre 2016, ore 18:00 26ª giornata | Sogndal           | 0 – 0 referto | Brann | Fosshaugane Campus (5.600 spett.)\| Arbitro: \| Lundby (Bøverbru) \| |
| Arbitro:                                        | Lundby (Bøverbru) |               |       |                                                                      |

| Molde 16 ottobre 2016, ore 18:00 27ª giornata | Molde          | 0 – 0 referto | Sogndal | Aker Stadion (7.745 spett.)\| Arbitro: \| Kjensli (Oslo) \| |
| Arbitro:                                      | Kjensli (Oslo) |               |         |                                                             |

| Arbitro: | Døvle (Larvik) |

|  |           |                     |
|  | Marcatori | 89’ Ulland Andersen |

| Arbitro: | Hobber Nilsen (Oslo) |

|                                            |           |            |
| Nordkvelle 68’ Mladenovic 77’ Zekhnini 85’ | Marcatori | 5’ Raitala |

| Arbitro: | Hagen (Grue) |

|                        |           |                                                            |
| Psyché 3’ Ramsland 17’ | Marcatori | 12’ Abdellaoue 23’ Þrándarson 35’ Gyasi 76’ (aut.) Teniste |

### Norgesmesterskapet
| Arbitro: | Frydenlund |

|            |           |                                             |
| Mönell 87’ | Marcatori | 3’ Opseth 6’ Sarr 53’ Holsæter 64’, 89’ Flo |

| Arbitro: | Hagenes (Marikollen) |

|  |           |             |
|  | Marcatori | 67’ Bolseth |

| Arbitro: | Døvle (Larvik) |

|              |           |  |
| Pluemjai 73’ | Marcatori |  |

## Statistiche

### Statistiche di squadra
| Competizione       | Punti | In casa | In casa | In casa | In casa | In casa | In casa | In trasferta | In trasferta | In trasferta | In trasferta | In trasferta | In trasferta | Totale | Totale | Totale | Totale | Totale | Totale | DR |
| Competizione       | Punti | G       | V       | N       | P       | Gf      | Gs      | G            | V            | N            | P            | Gf           | Gs           | G      | V      | N      | P      | Gf     | Gs     | DR |
| ------------------ | ----- | ------- | ------- | ------- | ------- | ------- | ------- | ------------ | ------------ | ------------ | ------------ | ------------ | ------------ | ------ | ------ | ------ | ------ | ------ | ------ | -- |
| Eliteserien        | 36    | 15      | 4       | 7       | 4       | 20      | 19      | 15           | 4            | 5            | 6            | 13           | 18           | 30     | 8      | 12     | 10     | 33     | 37     | -4 |
| Norgesmesterskapet | -     | 0       | 0       | 0       | 0       | 0       | 0       | 3            | 2            | 0            | 1            | 6            | 2            | 3      | 2      | 0      | 1      | 6      | 2      | +4 |
| Totale             | -     | 15      | 4       | 7       | 4       | 20      | 19      | 18           | 6            | 5            | 7            | 19           | 20           | 33     | 10     | 12     | 11     | 39     | 39     | 0  |

### Andamento in campionato
| Giornata  | 1  | 2 | 3 | 4 | 5 | 6  | 7  | 8  | 9  | 10 | 11 | 12 | 13 | 14 | 15 | 16 | 17 | 18 | 19 | 20 | 21 | 22 | 23 | 24 | 25 | 26 | 27 | 28 | 29 | 30 |
| --------- | -- | - | - | - | - | -- | -- | -- | -- | -- | -- | -- | -- | -- | -- | -- | -- | -- | -- | -- | -- | -- | -- | -- | -- | -- | -- | -- | -- | -- |
| Luogo     | T  | C | T | C | T | C  | T  | C  | T  | C  | T  | C  | C  | T  | C  | T  | C  | T  | C  | T  | T  | C  | T  | C  | T  | C  | T  | C  | T  | C  |
| Risultato | P  | V | N | V | P | P  | P  | N  | V  | N  | N  | N  | N  | V  | V  | N  | N  | V  | P  | P  | N  | N  | P  | V  | V  | N  | N  | P  | P  | P  |
| Posizione | 15 | 7 | 9 | 7 | 9 | 10 | 12 | 11 | 10 | 10 | 10 | 10 | 10 | 9  | 9  | 9  | 9  | 8  | 9  | 9  | 9  | 10 | 10 | 9  | 9  | 9  | 9  | 10 | 10 | 11 |

Fonte:  Tippeligaen 2016, su altomfotball.no, Altomfotball. URL consultato il 24 febbraio 2016 (archiviato dall'url originale il 4 maggio 2013).
Legenda:

Luogo: C = Casa; T = Trasferta. Risultato: V = Vittoria; N = Pareggio; P = Sconfitta.

### Statistiche dei giocatori
| Giocatore            | Eliteserien | Eliteserien | Eliteserien | Eliteserien | Norgesmesterskapet | Norgesmesterskapet | Norgesmesterskapet | Norgesmesterskapet | Coppe europee | Coppe europee | Coppe europee | Coppe europee | Altre coppe | Altre coppe | Altre coppe | Altre coppe | Totale   | Totale | Totale      | Totale     |
| Giocatore            | Presenze    | Reti        | Ammonizioni | Espulsioni  | Presenze           | Reti               | Ammonizioni        | Espulsioni         | Presenze      | Reti          | Ammonizioni   | Espulsioni    | Presenze    | Reti        | Ammonizioni | Espulsioni  | Presenze | Reti   | Ammonizioni | Espulsioni |
| -------------------- | ----------- | ----------- | ----------- | ----------- | ------------------ | ------------------ | ------------------ | ------------------ | ------------- | ------------- | ------------- | ------------- | ----------- | ----------- | ----------- | ----------- | -------- | ------ | ----------- | ---------- |
| E. Birkelund         | 26          | 0           | 2           | 0           | 2                  | 0                  | 1                  | 0                  |               |               |               |               |             |             |             |             | 28       | 0      | 3           | 0          |
| R. Bolseth           | 25          | 0           | 3           | 0           | 2                  | 1                  | 0                  | 0                  |               |               |               |               |             |             |             |             | 27       | 1      | 3           | 0          |
| S. Brekkhus          | 4           | 0           | 0           | 0           | 2                  | 0                  | 0                  | 0                  |               |               |               |               |             |             |             |             | 6        | 0      | 0           | 0          |
| M. Dyngeland         | 30          | -37         | 0           | 0           | 3                  | -2                 | 0                  | 0                  |               |               |               |               |             |             |             |             | 33       | -39    | 0           | 0          |
| F. Flo               | 1           | 0           | 0           | 0           | 2                  | 2                  | 0                  | 0                  |               |               |               |               |             |             |             |             | 3        | 2      | 0           | 0          |
| H. Furebotn          | 13          | 1           | 2           | 0           | -                  | -                  | -                  | -                  |               |               |               |               |             |             |             |             | 13       | 1      | 2           | 0          |
| V. Grodås            | 1           | 0           | 0           | 0           | 0                  | 0                  | 0                  | 0                  |               |               |               |               |             |             |             |             | 1        | 0      | 0           | 0          |
| S. Hagerup           | 0           | -0          | 0           | 0           | 0                  | -0                 | 0                  | 0                  |               |               |               |               |             |             |             |             | 0        | 0      | 0           | 0          |
| R. Holsæter          | 10          | 0           | 1           | 0           | 3                  | 1                  | 0                  | 0                  |               |               |               |               |             |             |             |             | 13       | 1      | 1           | 0          |
| J. Hove              | 3           | 0           | 0           | 0           | 0                  | 0                  | 0                  | 0                  |               |               |               |               |             |             |             |             | 3        | 0      | 0           | 0          |
| L. Kjemhus           | 24          | 2           | 3           | 0           | 3                  | 0                  | 0                  | 0                  |               |               |               |               |             |             |             |             | 27       | 2      | 3           | 0          |
| G. Koomson           | 28          | 3           | 3           | 0           | 3                  | 0                  | 0                  | 0                  |               |               |               |               |             |             |             |             | 31       | 3      | 3           | 0          |
| V. Leikvoll Moberg   | 6           | 0           | 0           | 0           | -                  | -                  | -                  | -                  |               |               |               |               |             |             |             |             | 6        | 0      | 0           | 0          |
| K. Opseth            | 18          | 2           | 1           | 0           | 3                  | 1                  | 0                  | 0                  |               |               |               |               |             |             |             |             | 21       | 3      | 1           | 0          |
| M. Otoo              | 20          | 3           | 0           | 0           | 3                  | 0                  | 0                  | 0                  |               |               |               |               |             |             |             |             | 23       | 3      | 0           | 0          |
| E. Øy                | 1           | 0           | 0           | 0           | 0                  | 0                  | 0                  | 0                  |               |               |               |               |             |             |             |             | 1        | 0      | 0           | 0          |
| H. Patronen          | 23          | 1           | 3           | 1           | 1                  | 0                  | 0                  | 0                  |               |               |               |               |             |             |             |             | 24       | 1      | 3           | 1          |
| M. Pedersen          | 7           | 0           | 1           | 0           | 2                  | 0                  | 0                  | 0                  |               |               |               |               |             |             |             |             | 9        | 0      | 1           | 0          |
| C. Psyché            | 29          | 3           | 1           | 0           | 3                  | 0                  | 0                  | 0                  |               |               |               |               |             |             |             |             | 32       | 3      | 1           | 0          |
| J. Raitala           | 28          | 1           | 2           | 0           | 0                  | 0                  | 0                  | 0                  |               |               |               |               |             |             |             |             | 28       | 1      | 2           | 0          |
| M. Ramsland          | 28          | 5           | 5           | 0           | 2                  | 0                  | 0                  | 0                  |               |               |               |               |             |             |             |             | 30       | 5      | 5           | 0          |
| K. Rutlin            | 0           | -0          | 0           | 0           | 0                  | -0                 | 0                  | 0                  |               |               |               |               |             |             |             |             | 0        | 0      | 0           | 0          |
| K. Ryland            | 0           | 0           | 0           | 0           | 0                  | 0                  | 0                  | 0                  |               |               |               |               |             |             |             |             | 0        | 0      | 0           | 0          |
| B. Sarr              | 15          | 2           | 2           | 1           | 3                  | 1                  | 0                  | 0                  |               |               |               |               |             |             |             |             | 18       | 3      | 2           | 1          |
| E. Skaasheim         | 0           | 0           | 0           | 0           | 0                  | 0                  | 0                  | 0                  |               |               |               |               |             |             |             |             | 0        | 0      | 0           | 0          |
| H. Solvoll Navarsete | 3           | 0           | 0           | 0           | 0                  | 0                  | 0                  | 0                  |               |               |               |               |             |             |             |             | 3        | 0      | 0           | 0          |
| O. Sveen             | 28          | 7           | 1           | 0           | 0                  | 0                  | 0                  | 0                  |               |               |               |               |             |             |             |             | 28       | 7      | 1           | 0          |
| T. Teniste           | 27          | 0           | 1           | 0           | 3                  | 0                  | 0                  | 0                  |               |               |               |               |             |             |             |             | 30       | 0      | 1           | 0          |
| J. Tryti             | 0           | 0           | 0           | 0           | 0                  | 0                  | 0                  | 0                  |               |               |               |               |             |             |             |             | 0        | 0      | 0           | 0          |
| B. Utvik             | 20          | 1           | 0           | 0           | 0                  | 0                  | 0                  | 0                  |               |               |               |               |             |             |             |             | 20       | 1      | 0           | 0          |